# Roy Berntsen
Roy Berntsen (9 novembre 1971) è un allenatore di calcio ed ex calciatore norvegese, di ruolo centrocampista.

## Carriera

### Giocatore
Berntsen ha giocato con la maglia dell'Harstad, per poi passare all'Innstranden nel 2009. Nel 2010 ha fatto ritorno all'Harstad. Nel 2011 è passato al Medkila.

### Allenatore
Nel 2009, oltre al ruolo attivo in campo, è stato allenatore dell'Innstranden. A partire dal mese di aprile 2011 è diventato il tecnico della sezione femminile del Medkila. L'11 gennaio 2016 ha lasciato l'incarico.